# Carnegie Center Tower
Carnegie Center Tower (rusky Карнеги-центр + башня), jinak též Klovski Descent 7 nebo Klovski Descent 7A (ukrajinsky Кловський узвіз, 7), je postmoderní mrakodrap a dvoudílný propojený komplex ležící v Pečerském rajónu v Kyjevě na Ukrajině, od roku 2010, kdy dosáhl svého vrcholu, nejvyšší v zemi. Stojí za ním architektonické studio A. V. Mazur a Archunion Ltd. s přispěním architekta Sergeje Vjačeslavoviče Babuškina. Výstavba probíhala v letech 2003 až 2012 (s komplikacemi, kvůli kterým do roku 2006 byly položeny pouze základy a stavět se opět začalo oficiálně až od roku 2008) a inaugurace proběhla v roce 2015.
Jde o rezidenční (obytný) mrakodrap. Vysoký je 168 metrů a má 47 podlaží z toho 2 podzemní. Překonal tak výškovou budovu Gulliver (Гулівер), do té doby nejvyšší na Ukrajině. Stal se také první budovou v zemi, která má 40 a více podlaží, čímž překonal rezidenční komplex Korona (Житловий комплекс «Корона»). Nejvyšší patro se nachází ve výšce 162,4 metrů, vrchol válcové části je ve výšce 140,2 metrů a nejvýše položený byt leží ve výšce 135,9 metrů. Pro vertikální přepravu je zde k dispozici 5 (dle jiných zdrojů 6) rychlovýtahů, které dosahují rychlosti 4 m/s (14 km/h). Podlahová plocha budovy je 84 258 m2, nabízí mj. 238 bytů (výška typického obytného podlaží je 3,3 m) a také garáž pro 202 (nebo 238) aut.
K mrakodrapu náleží nižší 29metrová a 8podlažní budova, která propojuje věž (vytváří most) s druhou dominantní stavbou, a sice 16podlažní 58 metrů vysokou kancelářskou budovou (23 920 m2).

Hlavním konstrukčním prvkem je beton a betonářská výztuž. Budova byla vyprojektována tak, aby se podobala nejvyšší věži nedaleko ležícího klášterního komplexu nacházejícím se na seznamu světového dědictví UNESCO, ale protože ji svou výškou zastiňuje, byl projekt zpočátku kritizován.